# 勒奥尔
勒奥尔（法語：Le Horps，法語發音：[lə ɔʁ]）是法国马耶讷省的一个市镇，属于马耶讷区。

## 地理
勒奥尔（48°23'47"N, 0°27'40"W）面积23.27 平方千米，位于法国卢瓦尔河地区大区马耶讷省，该省份为法国西北部内陆省份，北起芒什省和奧恩省，西接伊勒-维莱讷省，南至曼恩-卢瓦尔省，东临萨尔特省。
与勒奥尔接壤的市镇（或旧市镇、城区）包括：拉赛堡、尚佩翁、尚特里涅、沙尔希涅、马尔西耶城、蒙特勒伊-普莱、勒里拜。

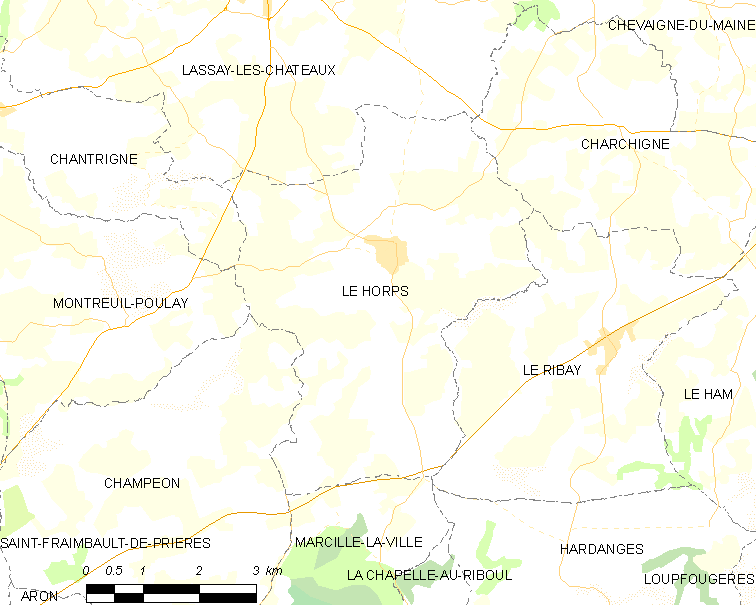
勒奥尔的OSM定位图

勒奥尔的时区为UTC+01:00、UTC+02:00（夏令时）。

## 行政
勒奥尔的邮政编码为53640，INSEE市镇编码为53116。

## 政治
勒奥尔所属的省级选区为拉赛堡县。

## 人口

1962-2008年间勒奥尔人口变化图示

勒奥尔于2022年1月1日时的人口数量为721人。